# Afro-Cuban
Afro-Cuban is een studioalbum van jazztrompettist Kenny Dorham, dat in 1955 door Blue Note Records werd uitgegeven. Dorham nam de muziek op in de Van Gelder Studio te Hackensack (New Jersey). De muzikale productie werd door Alfred Lion verzorgd. Vier nummers werden op 29 maart 1955 opgenomen en vervolgens als mini-lp (serienummer BLP 5065) uitgegeven. In 1957 bracht Blue Note een elpee uit met daarop acht nummers, waarvan vier nummers op 30 januari 1955 waren opgenomen en niet eerder waren uitgegeven. Afro-Cuban werd in 2007 op compact disc uitgegeven, met als bonusnummers een alternatieve opname van "Minor's Holiday" en het op 30 januari 1955 opgenomen "Echo of Spring".

## Nummers
Alle muziek en teksten zijn geschreven door Kenny Dorham, tenzij anders aangegeven. 
| Nr. | Titel                                              | Uitgebracht op       | Duur |
| --- | -------------------------------------------------- | -------------------- | ---- |
| 1.  | Afrodisia                                          | mini-lp, elpee en cd | 5:06 |
| 2.  | Lotus Flower                                       | mini-lp, elpee en cd | 4:17 |
| 3.  | Minor's Holiday                                    | mini-lp, elpee en cd | 4:27 |
| 4.  | Basheer's Dream (gecomponeerd door Gigi Gryce)     | mini-lp, elpee en cd | 5:03 |
| 5.  | K.D.'s Motion                                      | elpee en cd          | 5:29 |
| 6.  | La Villa                                           | elpee en cd          | 5:24 |
| 7.  | Venita's Dance                                     | elpee en cd          | 5:22 |
| 8.  | Echo of Spring (ook wel "K.D.'s Cab Ride" genoemd) | cd                   | 6:12 |
| 9.  | Minor's Holiday (alternatieve opname)              | cd                   | 4:24 |

## Bezetting
- Kenny Dorham - trompet
- J.J. Johnson - trombone (1-4, 9)
- Hank Mobley - tenorsaxofoon
- Cecil Payne - baritonsaxofoon
- Horace Silver - piano

- Percy Heath - contrabas (6-9)
- Oscar Pettiford - contrabas (1-4, 9)
- Art Blakey - drums
- Carlos Valdes - conga (1-4, 9)
- Richie Goldberg - koebel (1-4, 9)